# آب‌انبار بازار کهنه
آب‌انبار بازار کهنه مربوط به دوره قاجار است و در لار، ضلع جنوب شرقی، فلکه مدرس واقع شده و این اثر در تاریخ ۱۹ مرداد ۱۳۸۴ با شمارهٔ ثبت ۱۲۷۲۱ به‌عنوان یکی از آثار ملی ایران به ثبت رسیده است.